# Булачаури
Булачаури (груз. ბულაჩაური) — село в Душетском муниципалитете административного края Мцхета-Мтианети Республики Грузия. Население, по переписи 2014 года, составляет 546 человек.

## Общая физико-географическая характеристика
Географическое положение
Расположено на левом берегу реки Арагви. Абсолютная высота — 680 метров над уровнем моря. Расстояние до административного центра города Душети составляет 18 км.

## Известные уроженцы и жители
- Вахтанг Васильевич Махалдиани — заслуженный деятель науки и техники Грузинской ССР. Родился в селе.